# The Scimitar of the Prophet
The Scimitar of the Prophet è un cortometraggio muto del 1913 diretto da Robert G. Vignola.

## Produzione
Il film, prodotto dalla Kalem Company, venne girato a Jacksonville, in Florida.

## Distribuzione
Distribuito dalla General Film Company, il film uscì nelle sale cinematografiche statunitensi l'11 aprile 1913. Nelle proiezioni, veniva programmato con il sistema dello split reel, accorpato in un'unica bobina con un altro cortometraggio della Kalem, la commedia The Indestructible Mr. Jenks.